# Thomisus godavariae
Thomisus godavariae är en spindelart som beskrevs av C. Adinarayana Reddy och Patel 1992. Thomisus godavariae ingår i släktet Thomisus och familjen krabbspindlar. Inga underarter finns listade i Catalogue of Life.